# 정해남 (정치인)
정해남(丁海男, 1943년 9월 19일~)은 대한민국의 정치인이다. 제13대 국회의원을 지냈다.

## 학력
- 송해초등학교
- 보성중학교
- 보성고등학교
- 고려대학교 정치외교학과

## 경력
- 공화당 사무국 근무
- 호남석유화학(주) 근무
- 공화당 사회국 국장
- 민정당 창당준비위원·총무부국장
- 민정당 중앙정치연수원 교수
- 민정당 경기인천지부 사무국장
- 민자당 김포강화지구당 위원장
- 민주당 인천계양강화을지구당 위원장
- 민주당 당무위원
- 국민회의 입당
- 국민회의 인천계양강화을지구당 위원장
- 민주당 인청계양강화을지구당 위원
- 새천년민주당 인천서구. 강화 을 선거대책위 위원장

## 생애
1971년 민주공화당에 입당하여 보수정당 소속으로 정치를 시작했고, 1980년말 민주정의당 창당에도 적극 참여하며 보수정치인의 삶을 이어갔다. 1988년 제 13대 국회의원 선거에서는 민주정의당 후보로 경기 김포군.강화군 선거구에 출마하여 당선되었다. 그러나 1992년 제 14대 국회의원 선거에서는 민주자유당 후보로 같은 선거구에 출마하였으나, 통일국민당 김두섭 후보에게 밀려 낙선하였다. 이후 1993년 김두섭 의원은 민주자유당에 입당하자 민자당 김포강화지구당 위원장직까지 상실하였다. 이후 1996년 제 15대 국회의원 선거에서는 신한국당 후보로 인천 계양 강화 을 선거구에 공천을 신청하였으나, 이경재에게 밀려 컷오프되었고 이에 반발하여 신한국당을 탈당하고 통합민주당에 입당하며 통합민주당 후보로 계양 강화 을 선거구에 출마했으나, 신한국당 이경재 후보에게 밀려 낙선하였다. 이후 1997년 통합민주당을 탈당하고 새정치국민회의에 입당하며 민주당계 정치인으로 전향하였다. 이후 2000년대에는 새천년민주당 인천 계양 강화을 지구당 위원장을 지냈고, 2010년 제 5회 전국동시지방선거에서는 민주당 후보로 인천 강화군수 선거에 출마하였으나, 무소속 안덕수 후보에게 밀려 낙선하였다. 이것으로 사실상 정계를 은퇴하였다. 그러나 2020년대 들어서는 다시 보수정당쪽으로 돌아오는 모습을 보이기도 했다. 2022년 2월 24일에는 전직 국회의원 316명의 윤석열 국민의힘 대선후보 지지선언에도 참여하였다. 이후 2025년 윤석열 대통령이 파면되자 파면은 부당하다는 입장을 밝히기도 했고, 2025년 4월 15일, 김문수 대선출마를 요구하는 전직 보수국회의원 125명의 명단에 포함되었다.

## 역대 선거 결과
|  | 47.64% |

|  | 35.02% |

|  | 24.93% |

|  | 7.16% |